# Vivaldi (trình duyệt web)
Vivaldi là một trình duyệt web miễn phí do Vivaldi Technologies - công ty thành lập bởi Tatsuki Tomita và Jon Stephenson von Tetzchner – người đồng sáng lập và là cựu CEO của công ty Opera Software phát triển. Trình duyệt hướng tới lượng khổng lồ người dùng Internet phổ thông, những người dùng chuyên nghiệp và nhiều người dùng cũ của Opera - vốn thấy khó chịu với việc trình duyệt này chuyển từ dùng bộ mã xử lý Presto sang Blink, khiến nhiều tính năng riêng có bị loại bỏ. Vì vậy, Vivaldi cung cấp nhiều tính năng cũ được ưa chuộng của Opera 12 đồng thời đi kèm những tính năng mới. Vivaldi được cập nhật hàng tuần với những phiên bản gọi là “Snapshots”, và nó đã ngày càng giành được nhiều sự quan tâm hơn kể từ bản xem trước đầu tiên.
Ngày 3 tháng 12 năm 2015, phiên bản beta đầu tiên của Vivaldi được ra mắt cùng với thời điểm trình duyệt này đạt hơn hai triệu lượt tải.
Vào ngày 06 tháng 4 năm 2016, Vivaldi Technologies phát hành Vivaldi 1.0, phiên bản ổn định đầu tiên của trình duyệt.

## Công nghệ
Vivaldi sử dụng công cụ kết xuất Blink, như Google Chrome và Opera đã làm. 
Điều này mang lại cho người dùng Vivaldi khả năng cài đặt các phần mở rộng được phát triển cho Google Chrome trực tiếp từ Chrome Web Store như thể sử dụng Google Chrome. Mặc dù một số tiện ích có thể không hoạt động chính xác như trong Google Chrome (đặc biệt là phần mở rộng được sử dụng cho tùy biến giao diện người dùng, vì giao diện người dùng của Vivaldi hoàn toàn khác với giao diện người dùng của Google Chrome), hầu hết các tiện ích mở rộng sẽ hoạt động như mong đợi.

## Thị phần
| \| Desktop/laptop browser statistics \| Desktop/laptop browser statistics \| Desktop/laptop browser statistics \| Desktop/laptop browser statistics \| Desktop/laptop browser statistics \| \| --------------------------------------------------------------------------------------- \| --------------------------------- \| --------------------------------- \| --------------------------------- \| --------------------------------- \| \| \| \| \| \| \| \| Chrome \| Chrome \| \| 65.98% \| 65.98% \| \| Firefox \| Firefox \| \| 11.87% \| 11.87% \| \| Internet Explorer \| Internet Explorer \| \| 7.28% \| 7.28% \| \| Safari \| Safari \| \| 5.87% \| 5.87% \| \| Edge \| Edge \| \| 4.11% \| 4.11% \| \| Opera \| Opera \| \| 2.35% \| 2.35% \| \| UC Browser \| UC Browser \| \| 0.87% \| 0.87% \| \| Yandex Browser \| Yandex Browser \| \| 0.52% \| 0.52% \| \| Cốc Cốc \| Cốc Cốc \| \| 0.22% \| 0.22% \| \| QQ Browser \| QQ Browser \| \| 0.2% \| 0.2% \| \| Chromium \| Chromium \| \| 0.13% \| 0.13% \| \| Sogou Explorer \| Sogou Explorer \| \| 0.12% \| 0.12% \| \| Maxthon \| Maxthon \| \| 0.12% \| 0.12% \| \| Phantom \| Phantom \| \| 0.06% \| 0.06% \| \| 360 Secure Browser \| 360 Secure Browser \| \| 0.06% \| 0.06% \| \| Pale Moon \| Pale Moon \| \| 0.04% \| 0.04% \| \| Vivaldi \| Vivaldi \| \| 0.04% \| 0.04% \| \| Mozilla \| Mozilla \| \| 0.03% \| 0.03% \| \| SeaMonkey \| SeaMonkey \| \| 0.03% \| 0.03% \| \| Amigo \| Amigo \| \| 0.02% \| 0.02% \| \| Whale Browser \| Whale Browser \| \| 0.01% \| 0.01% \| \| Other \| Other \| \| 0.05% \| 0.05% \| \| Thị phần trình duyệt web trên máy tính để bàn theo StatCounter cho tháng 1 năm 2018.[9] \| \| \| \| \| |                    |  |        |        |
| Desktop/laptop browser statistics |                    |  |        |        |
| |                    |  |        |        |
| Chrome | Chrome             |  | 65.98% | 65.98% |
| Firefox | Firefox            |  | 11.87% | 11.87% |
| Internet Explorer | Internet Explorer  |  | 7.28%  | 7.28%  |
| Safari | Safari             |  | 5.87%  | 5.87%  |
| Edge | Edge               |  | 4.11%  | 4.11%  |
| Opera | Opera              |  | 2.35%  | 2.35%  |
| UC Browser | UC Browser         |  | 0.87%  | 0.87%  |
| Yandex Browser | Yandex Browser     |  | 0.52%  | 0.52%  |
| Cốc Cốc | Cốc Cốc            |  | 0.22%  | 0.22%  |
| QQ Browser | QQ Browser         |  | 0.2%   | 0.2%   |
| Chromium | Chromium           |  | 0.13%  | 0.13%  |
| Sogou Explorer | Sogou Explorer     |  | 0.12%  | 0.12%  |
| Maxthon | Maxthon            |  | 0.12%  | 0.12%  |
| Phantom | Phantom            |  | 0.06%  | 0.06%  |
| 360 Secure Browser | 360 Secure Browser |  | 0.06%  | 0.06%  |
| Pale Moon | Pale Moon          |  | 0.04%  | 0.04%  |
| Vivaldi | Vivaldi            |  | 0.04%  | 0.04%  |
| Mozilla | Mozilla            |  | 0.03%  | 0.03%  |
| SeaMonkey | SeaMonkey          |  | 0.03%  | 0.03%  |
| Amigo | Amigo              |  | 0.02%  | 0.02%  |
| Whale Browser | Whale Browser      |  | 0.01%  | 0.01%  |
| Other | Other              |  | 0.05%  | 0.05%  |
| Thị phần trình duyệt web trên máy tính để bàn theo StatCounter cho tháng 1 năm 2018. |                    |  |        |        |